# William W. Howells
Pour les articles homonymes, voir Howells.
William Howells, né le 27 novembre 1908 à New York et mort le 20 décembre 2005 à Kittery Point (Maine), est un anthropologue et paléoanthropologue américain.

## Jeunesse et formation
Petit-fils de l’écrivain William Dean Howells, William White Howells est né en 1908 à New York de l’union de l’architecte John Mead Howells et de son épouse Abby MacDougall White. Après avoir obtenu une licence universitaire en 1930, il obtient un doctorat d'anthropologie en 1934 à l'université Harvard, avec une thèse sur le peuplement de la Mélanésie tel qu'indiqué par les preuves crâniennes de l'archipel Bismarck.
Pendant la seconde Guerre mondiale, William Howells servit en tant que lieutenant de l’Office of Naval Intelligence.

## Carrière
William Howells travailla au Musée américain d'histoire naturelle de 1934 à 1937. Il enseigna l’anthropologie de 1937 à 1954 à l'université du Wisconsin à Madison, puis à Harvard jusque sa retraite en 1974.
Après avoir pris sa retraite en tant que professeur en 1974, il est devenu directeur du Musée Peabody d'archéologie et d'ethnologie de l'université Harvard.

## Travaux
En coopération avec le jeune statisticien Harold Hotelling, Howells se familiarise avec les méthodes de la statistique multivariée à partir des années 1930 et, à la fin des années 1940, il est le premier anthropologue à appliquer l'analyse factorielle au corps humain. Ses mesures de crâne et leurs analyses statistiques ont conduit à son opinion de 1995, citée dans une appréciation de l’Académie nationale des sciences : « Il n’y a pas de races, il n’y a que des populations. ».
Ses analyses sur des crânes d'Homme moderne et sur des crânes d'Homme de Néandertal l'ont conduit à rejeter très tôt la théorie de l'Origine multirégionale de l'homme moderne au profit de la théorie de l'Origine africaine de l'Homme moderne.

## Organismes et associations
En 1951, Howells fut élu président de l’American Anthropological Association. Il était membre de l'American Association of Physical Anthropologists, de l'Académie nationale des sciences (États-Unis) et de l'Académie américaine des arts et des sciences.
En 1998, avec son épouse Muriel Seabury, Howells fit une donation au Musée Peabody d'archéologie et d'ethnologie de l'université Harvard.

## Prix et distinctions
Howells a reçu plusieurs prix,, :
- la Viking Fund Medal en 1954 ;
- le Distinguished Service Award de l’American Anthropological Association en 1978, qui l’honora à nouveau en 1993 en créant le William W. Howells Book Prize ;
- le Charles Darwin Lifetime Achievement Award de l'American Association of Physical Anthropologists en 1992.

## Publications

### Ouvrages grand public
- Howells, William W. (1944). Mankind So Far, Garden City, New York, Doubleday & Co.
- Howells, William W. (1948). The Heathens: Primitive Man and his Religions, Garden City, New York, Doubleday & Co.
- Howells, William W. (1954). Back of History: The Story of our own origins, Garden City, New York, Doubleday & Co.
- Howells, William W. (1959). Mankind in the Making: The Story of Human Evolution, Garden City, New York, Doubleday & Co.
- Howells, William W. (1973). Evolution of the Genus Homo, Reading, MA, Addison-Wesley.
- Howells, William W. (1973). The Pacific Islanders, New York, Scribners.
- Howells, William W. (1992), Getting Here: The Story of Human Evolution, Washington D.C., The Compass Press.

### Ouvrages spécialisés
- Howells, William W. (1973). Cranial Variation in Man: A Study by Multivariate Analysis of Patterns of Difference Among Recent Human Populations.
- Howells, William W. (1989). Skull Shapes and the Map: Craniometric Analyses in the Dispersion of Modern Homo.
- Howells, William W. (1995). Who's Who in Skulls: Ethnic Identification of Crania from Measurements.